# Sageus ǀKeib
Sageus ǀKeibKlicklaut (* 1972 oder 1973 in Südwestafrika) ist ein namibischer Theologe und seit dem 3. November 2019 Bischof der Evangelisch-Lutherischen Kirche in der Republik Namibia (ELCRN). ǀKeib war im August 2019 mit mehr als 5000 der insgesamt abgegebenen 11.000 Stimmen zum neuen Bischof gewählt worden.
ǀKeib war zuvor Pfarrer in der Gemeinde Immanuel in Swakopmund.